# ورزشگاه کان میسس
ورزشگاه کان میسس (به اسپانیایی: Estadi Municipal de Can Misses) با ظرفیت ۹٬۵۰۰ نفر یکی از ورزشگاه‌های فوتبال کشور اسپانیا است که در شهر ایبیزا، اسپانیا ایالت جزایر بالئارس واقع شده‌است. این ورزشگاه در سال ۱۹۵۷ بازگشایی شد و در حال حاضر بازی‌های خانگی باشگاه فوتبال ایبیزا-ایویسا در آن برگزار می‌گردد.